# Dampierre-en-Graçay
 Dampierre-en-Graçay  es una población y comuna francesa, situada en la región de  Centro, departamento de Cher, en el distrito de Vierzon y cantón de Graçay.

## Demografía
| 216 | 190 | 181 | 170 | 271 | 225 |
| Para los censos de 1962 a 1999 la población legal corresponde a la población sin duplicidades (Fuente: INSEE [Consultar]) |     |     |     |     |     |